# Cephalopterus ornatus
El paragüero ornado (Cephalopterus ornatus), también conocido como pájaro paraguas (en Venezuela), pájaro paraguas amazónico (en Perú y Ecuador), pájaro sombrilla (en Colombia) o toropisco amazónico (en Colombia), es una especie de ave paseriforme de la familia Cotingidae perteneciente al género Cephalopterus. Es nativo de la cuenca amazónica en América del Sur.

## Distribución y hábitat
Se distribuye en la casi totalidad de la inmensa cuenca amazónica, desde los contrafuertes andinos de Colombia, Ecuador, Perú y Bolivia, hacia el este hasta el sur de Venezuela (cuencas del alto y medio río Orinoco), localmente en el suroeste de Guyana, y Brasil (hacia el este hasta las cuencas de los ríos Negro y Xingú, hacia el sur hasta el sur de Mato Grosso, llegando hasta la cabecera del río Paraguay).
Esta especie es considerada poco común y local en su hábitat natural, el dosel y los bordes de bosques de várzea y riparios en la Amazonia y de bosques montanos y de estribaciones de la pendiente oriental de los Andes, hasta los 1500 m de altitud.

## Descripción
El macho es mucho más grande que la hembra, y es probablemente el paseriforme más grande de América del Sur, así como el mayor paseriforme clamador (subóscinos) del mundo. El macho alcanza un peso de 480-571 gramos y una longitud de 48-55 cm. Los promedios de las hembras son de 41-44 cm de longitud y hasta 380 gramos de peso.
Al igual que en los otros paragüeros, el plumaje es casi completamente negro, tiene una cresta visible en la parte superior de su cabeza, y un zarzo inflable en el cuello, que le sirve para amplificar sus fuertes gritos. Tiene los ojos claros, mientras que en los otros toropiscos los ojos son negros.

## Comportamiento
El método de vuelo ondulante de esta especie se considera bastante similar al de los pájaros carpinteros, la falta de blanco en el plumaje del paragüero lo distingue de los grandes pájaros carpinteros con los que coexiste.

### Alimentación
Viven en las copas de los árboles de la selva amazónica, donde se alimentan de frutos e insectos.

## Sistemática

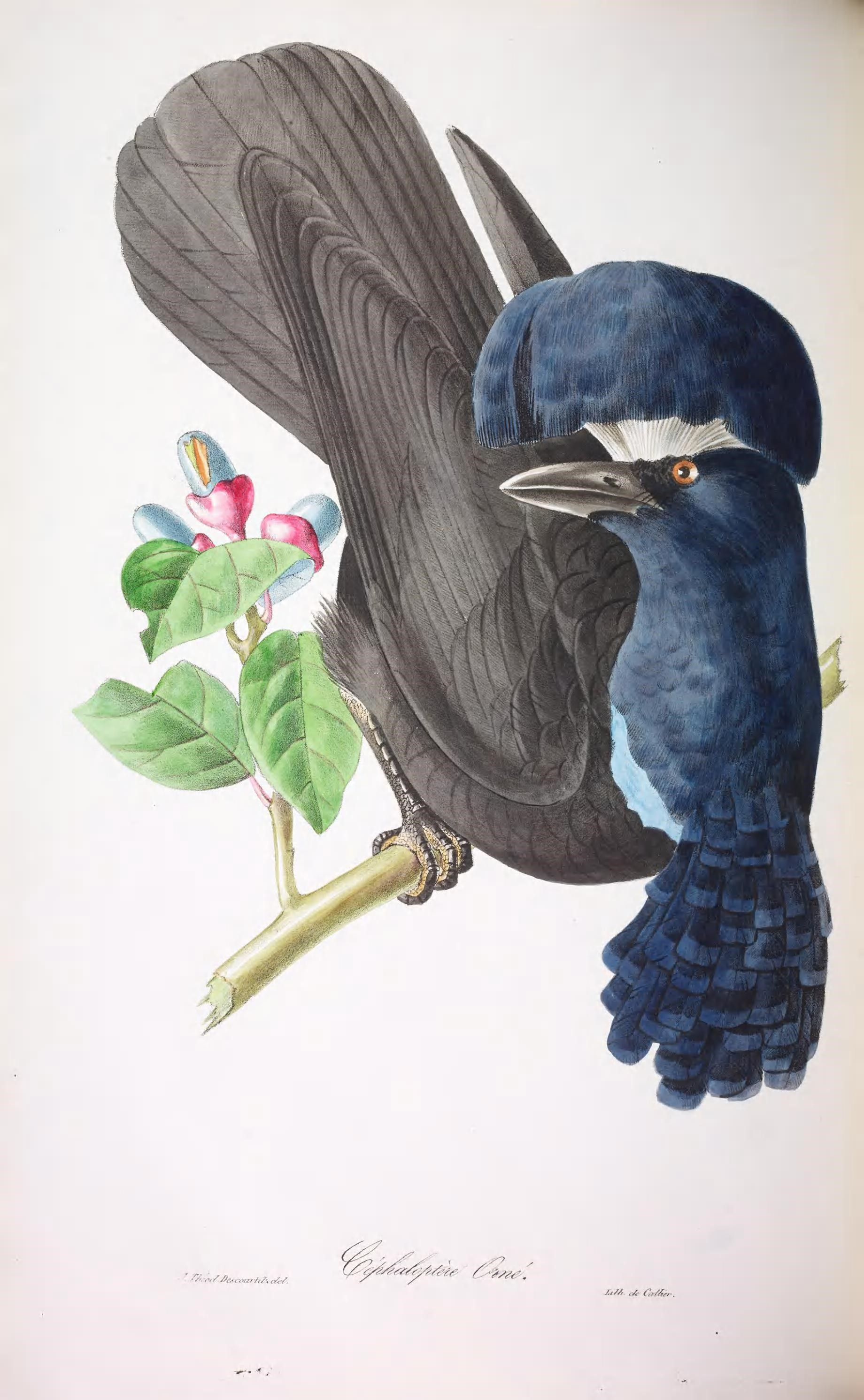
Cephalopterus ornatus, ilustración de Descourtilz en Oiseaux brillans du Brésil, 1834.

### Descripción original
La especie C. ornatus  fue descrita por primera vez por el naturalista francés Étienne Geoffroy Saint-Hilaire en 1809 bajo el mismo nombre científico; la localidad tipo es «Barcelos, Río Negro, Brasil.»

### Etimología
El nombre genérico masculino «Cephalopterus» se compone de las palabras del griego «kephalē» que significa ‘cabeza’, y «pteron» que significa ‘plumas’; y el nombre de la especie «ornatus», en latín significa ‘ornado’, ‘adornado’, ‘decorado’, ‘embellezado’.

### Taxonomía
Es monotípica.